# Izolovaný jazyk
Izolovaný jazyk je jazyk, který se nedá zařadit do žádné jazykové rodiny (vytvářejí svou samostatnou jazykovou rodinu). Většinou se tímto termínem označují pouze jazyky, které vznikly přirozeným vývojem. To znamená, že uměle vytvořené jazyky nebývají mezi izolované jazyky zařazovány (uměle vytvořené jazyky se klasifikují jako umělé jazyky). Izolované jazyky tím pádem nemají s ostatními jazykovými rodinami ani mezi sebou společné základy slovní zásoby ani gramatiky.

## Seznam izolovaných jazyků

### vEvropě
- akvitánština – (†) jižní Francie a severní Španělsko v období vrcholného středověku, dnes mrtvý jazyk, blízce příbuzný baskičtině
- baskičtina – sever Španělska a částečně také jihozápad Francie
- etruština – (†) užívaná Etrusky v severozápadní Itálii v době antiky
- iberština – (†) v minulosti na Pyrenejském poloostrově
- tartesština – (†) v minulosti na Pyrenejském poloostrově (Tartessové)

### vAsii
- burušaskí – severní Pákistán
- elamština – (†) jazyk bývalého elamského impéria v jihozápadní části Íránu, často spojován s drávidskými jazyky
- chatijština – (†) Jazykem se mluvilo v Malé Asie před chetitským záborem. Nedostatečný textový korpus neumožňuje zevrubnou rekonstrukci jazyka. Možná je příbuznost s pontskými jazyky
- kalto (nahali) – západní Indie
- kusunda – západní Nepál
- pucikwar – (†) Někdy řazen k andamanským jazykům. Lingvistický materiál pochází z doby těsně před zánikem jazyka (zhruba polovina 20. století), kdy již jazyk silně kontaminovaly sousední andamanské jazyky.
- sumerština – (†) Sumer

Do přibližně roku 2010 byla za izolovaný jazyk považována ketština, protože všechny ostatní jazyky z takzvané rodiny Jenisejských jazyků (např. arinština) vymřely. V roce 2008 Edward Vajda předvedl řadu přesvědčivých shod mezi Jenisejskými jazyky a indiánskými jazyky z rodiny na-dené (např. navažština). V současnosti se řadí ketština do nově zavedené rodiny Dené-jenisejské jazyky.

### vAfrice
- laal – Čad
- hatza – často spojován s kojsanskými jazyky
- mekejir (Shabo) (†)
- merojština – město Meroe ležící na Nilu
- oropom – (†) Uganda a Keňa v minulosti
- sandawe – často řazen ke kojsanským jazykům

### vAustráliiaOceánii
- zde se nachází přibližně 20 izolovaných jazyků australských a novogvinejských domorodců

### vAmerice
- existuje přibližně 32 izolovaných jazyků severoamerických indiánů a asi 40 izolovaných jazyků jihoamerických indiánů
- Itonama
- Pirahã